# Hildebrandtia (chi ếch nhái)
Hildebrandtia là một chi động vật lưỡng cư trong họ Ptychadenidae, thuộc bộ Anura. Chi này có 3 loài và không bị đe dọa tuyệt chủng.

## Danh sách loài
- Hildebrandtia macrotympanum (Boulenger, 1912).
- Hildebrandtia ornata (Peters, 1878).
- Hildebrandtia ornatissima (Bocage, 1879).

## Hình ảnh

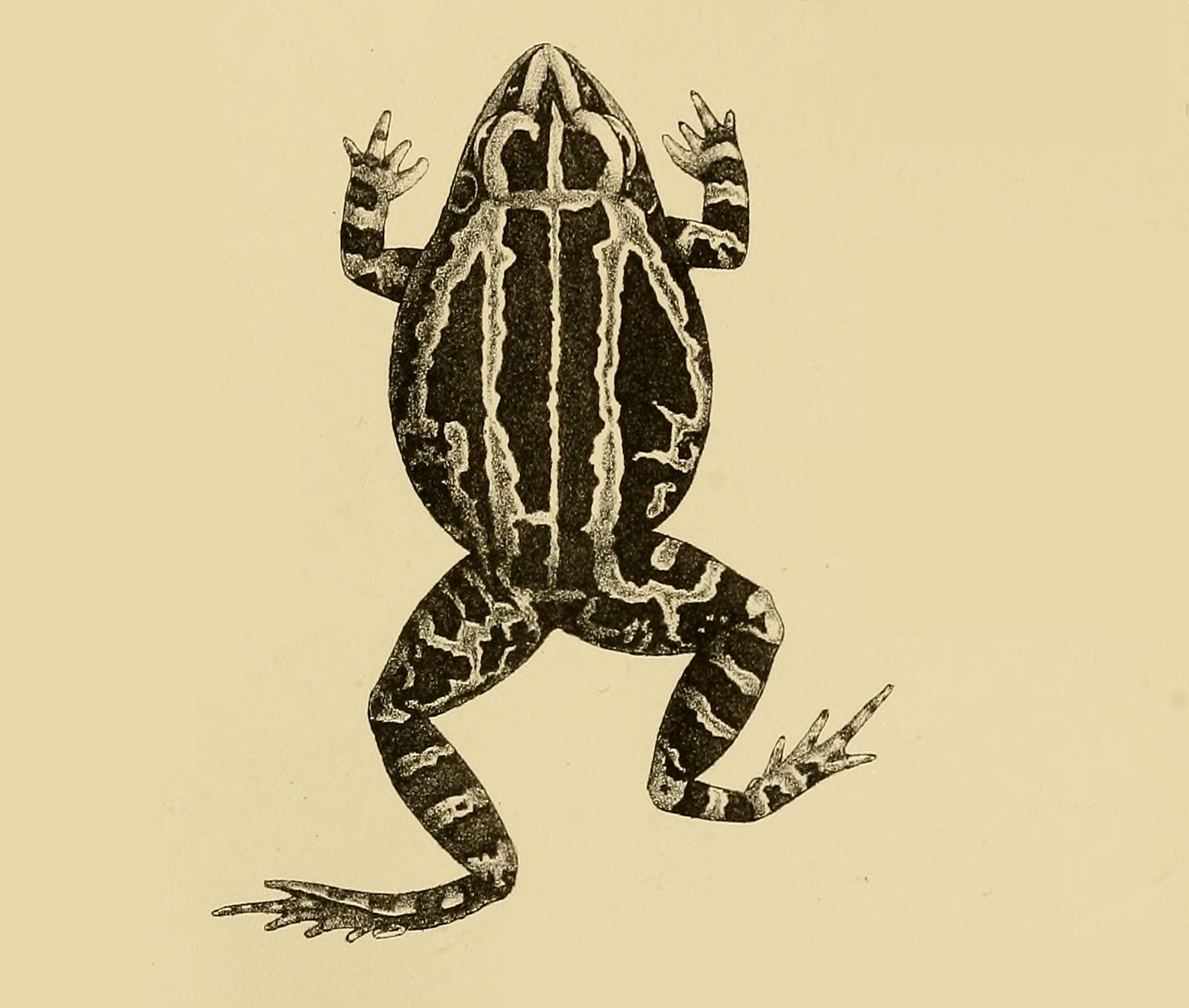